# Zatoka Palk
Zatoka Palk (ang. Palk Bay) – zatoka Oceanu Indyjskiego, położona pomiędzy wybrzeżem Sri Lanki na wschodzie, wyspą Mannar, Mostem Adama i Pamban na południu oraz wybrzeżem Indii na zachodzie. Ma od 57 do 107 km długości i około 150 km szerokości. Jej głębokość wynosi generalnie od 11 do 12,8 m, jednak we wschodniej i południowej części zatoki głębokości mniejsze niż 9,1 m rozciągają się na długości do 15 mil (24 km) od wybrzeża. Północno-zachodnia część zatoki nie została w pełni zbadana.